# Orthosia picata
Orthosia picata är en fjärilsart som beskrevs 1912 av Andreas Bang-Haas och typlokalen är Karagai-tau i Turkmenistan. Arten ingår i släktet Orthosia och familjen nattflyn.